# میامی هایتس (اوهایو)
میامی هایتس (به انگلیسی: Miami Heights) یک منطقهٔ مسکونی در ایالات متحده آمریکا است که در شهرستان همیلتون، اوهایو واقع شده‌است. میامی هایتس ۹٫۱ کیلومتر مربع مساحت و ۴٬۷۳۱ نفر جمعیت دارد و ۲۵۲٫۹۹ متر بالاتر از سطح دریا واقع شده‌است.